# ماهانادي
ماهانادي (بالهندية: महानदी) هو نهر رئيسي في شرق وسط الهند. تبلغ مساحته حوالي 141,600 كيلومتر مربع (54,700 ميل2)  ويصب في خليج البنغال عبر ولايتي تشاتيسغار وأوديشا . 

## روابط خارجية
- شبكة الأنهار - مستجمعات مياه نهر المهندي
- حكومة أوديشا. اللوم عن انخفاض جودة مياه النهر
- نهر مهندي
- التجديف على نهر مهندي